# Requiem (muzyka)
Requiem (łac. „odpoczynek”, wym.: rekwiem), skrót od Missa requiem, Missa pro defunctis, Msza za zmarłych, msza żałobna – kompozycja mszalna wykonywana w dzień zaduszny, jak również podczas uroczystości żałobnych. Należy do typu tzw. mszy wotywnych, czyli takich, które, w związku z teologią katolicką, były zamawiane przez wiernych w intencji ulżenia cierpienia duszom w czyśćcu.
Początkowe słowa Introitu pochodzą z 4 Księgi Ezdrasza:
Requiem aeternam dona eis Domine – Wieczny odpoczynek racz im dać Panie

## Historia
Najstarszym pełnym opracowaniem Requiem była kompozycja Guillaume’a Dufaya, która nie dotrwała do naszych czasów. Najstarszym zachowanym Requiem jest kompozycja Johannesa Ockeghema, która należy do obrządku nierzymskiego. Podstawą wczesnych opracowań Requiem były różne graduały: Si ambulem (u J. Ockeghema oraz J. Richaforta) czy In medio umbrae mortis (G.H. Haynego) i tractusy: Animas omnium fideliom (u G.H. Haynego) czy Sicut cervus (u J. Ockeghema). Requiem według obrządku nierzymskiego komponowali głównie kompozytorzy renesansu, w tym, oprócz wymienionych, m.in.: Pierre de la Rue, Claude Le Jeune, Pierre Certon, Clemens non Papa, Philippe de Monte, Orlando di Lasso. Autorem pierwszego Requiem według obrządku rzymskiego jest Antoine Brumel.
Według obrządku rzymskiego, Requiem składa się z 9 części:
- Introitus (Requiem aeternam)
- Kyrie
- Graduale (Requiem aeternam)
- Tractus (Absolve Domine)
- Sequentia (Dies irae)
- Offertorium (Domine Iesu Christe)
- Sanctus
- Agnus Dei
- Communio (Lux aeterna)

Kompozytorzy włączają czasami do requiem także inne teksty, jak na przykład związane z liturgią pogrzebu In paradisum. Zasadniczy wpływ na kształt Requiem miały reformy Soboru trydenckiego, jak również wpływ muzyki operowej. Kompozycja z czasem uniezależniła się od liturgii, stając się jedynie kompozycją do wykonań koncertowych.

## Znane requiem

### Renesans
- Johannes Ockeghem – Requiem (1461?)
- Johannes Prioris – Requiem (1514?) – być może skomponowane z okazji śmierci Anny Bretońskiej
- Jean Richafort – Requiem (1521)
- Cristobal de Morales – Requiem (1544)
- Francisco Guerrero – Requiem (1566, 1582 – wersja zrewidowana zgodnie z postanowieniami Soboru trydenckiego)
- Tomás Luis de Victoria – Missa pro Defunctis (1605)
- Orazio Vecchi – Missa pro defunctis (1612) – wykonane podczas uroczystości pogrzebowych Rubensa 2 czerwca 1640 r.

### Barok
- Gilles Henri Hayne – Messe de Requiem (1643)
- Leopold I Habsburg – Missa pro defunctis (1673)
- Heinrich Ignaz Biber – Requiem f-moll (1690)
- Marc-Antoine Charpentier – Messe des morts H 7 (1698)
- Jean Gilles – Messe des Morts (1705?)
- Johann Joseph Fux – Missa pro defunctis (1697), Keiserrequiem (1720) – na uroczystości pogrzebowe z okazji śmierci Eleonory – wdowy po cesarzu Leopoldzie I
- André Campra – Requiem (po 1723 r.?)
- Grzegorz Gerwazy Gorczycki – Conductus funebris (1733?)

### Klasycyzm
- François-Joseph Gossec – Missa pro defunctis (1760)
- Andrea Luchesi – Requiem (1771)
- Karl Ditters von Dittersdorf – Requiem c-moll (1784)
- Franz Xaver Süssmayr – Ein Deutsches Requiem (1786)
- Domenico Cimarosa – Messa da Requiem g-moll (1787)
- Ignaz Pleyel – Requiem Es-dur, B. 754 (1789)
- Wolfgang Amadeus Mozart/Franz Xaver Süssmayr – Requiem d-moll KV 626 (1791)
- Józef Elsner – Requiem op. 2 (1793)
- Józef Kozłowski – Requiem na śmierć króla Stanisława Augusta Poniatowskiego (1798)[1]
- Johann Michael Haydn – Requiem c-moll 'Pro defuncto archiepiscopo Sigismundo', MH154
- Joseph Leopold Eybler – Requiem c-moll (1804)
- Antonio Salieri – Piccolo requiem (1804)
- Johann Simon Mayr – Grande Messa da Requiem g-moll (1815)

### Romantyzm
- Franz Schubert – Requiem c-moll 1816 (zachowane fragmenty), Deutsches Requiem (Niemieckie Requiem) lub Deutsche Trauermesse (Niemiecka Msza za zmarłych) g-moll D 621 (1818)
- Luigi Cherubini – Requiem c-moll (1816), Requiem d-moll (1836)
- Gaetano Donizetti – Messa da Requiem (1835)
- Hector Berlioz – Requiem, Grande Messe des Morts (1837)
- Sigismund Neukomm – Requiem (1838)
- Anton Bruckner – Requiem d-moll (1848-1849, przerobione 1892)
- Robert Schumann – Requiem fur Mignon op. 98b (1849), Requiem Des-dur op. 148 (1852)
- Johannes Brahms – Niemieckie requiem (Ein Deutsches Requiem) op. 45 (1857–1868)
- Giuseppe Verdi – Requiem (1873–1874)
- Giovanni Bottesini – Messa da Requiem (1877)
- Camille Saint-Saëns – Requiem (1878)
- Gabriel Fauré – Requiem (1887–1890)
- Antonín Dvořák – Requiem (1890)

### XX wiek
- Roman Maciejewski – Requiem, Missa pro defunctis (1944–1960)
- Benjamin Britten – War Requiem (1961)
- György Ligeti – Requiem (1963–1965)
- Alfred Sznitke – Requiem (1975)
- John Rutter – Requiem (1985)
- Krzysztof Penderecki – Polskie Requiem (1980–1993)
- Józef Świder – Requiem aeternam na chór mieszany (1997)
- Zbigniew Preisner – Requiem dla mojego przyjaciela (1998)

### XXI wiek
- Tigran Mansurian – Requiem (2011), dedykowane pamięci ofiarom Ludobójstwa Ormian